# Wolfhalden
Wolfhalden (schweizertyska: Wolfhalde) är en ort och kommun i kantonen Appenzell Ausserrhoden i Schweiz. Kommunen har 1 867 invånare (2023).